# Jüdischer Friedhof Carouge

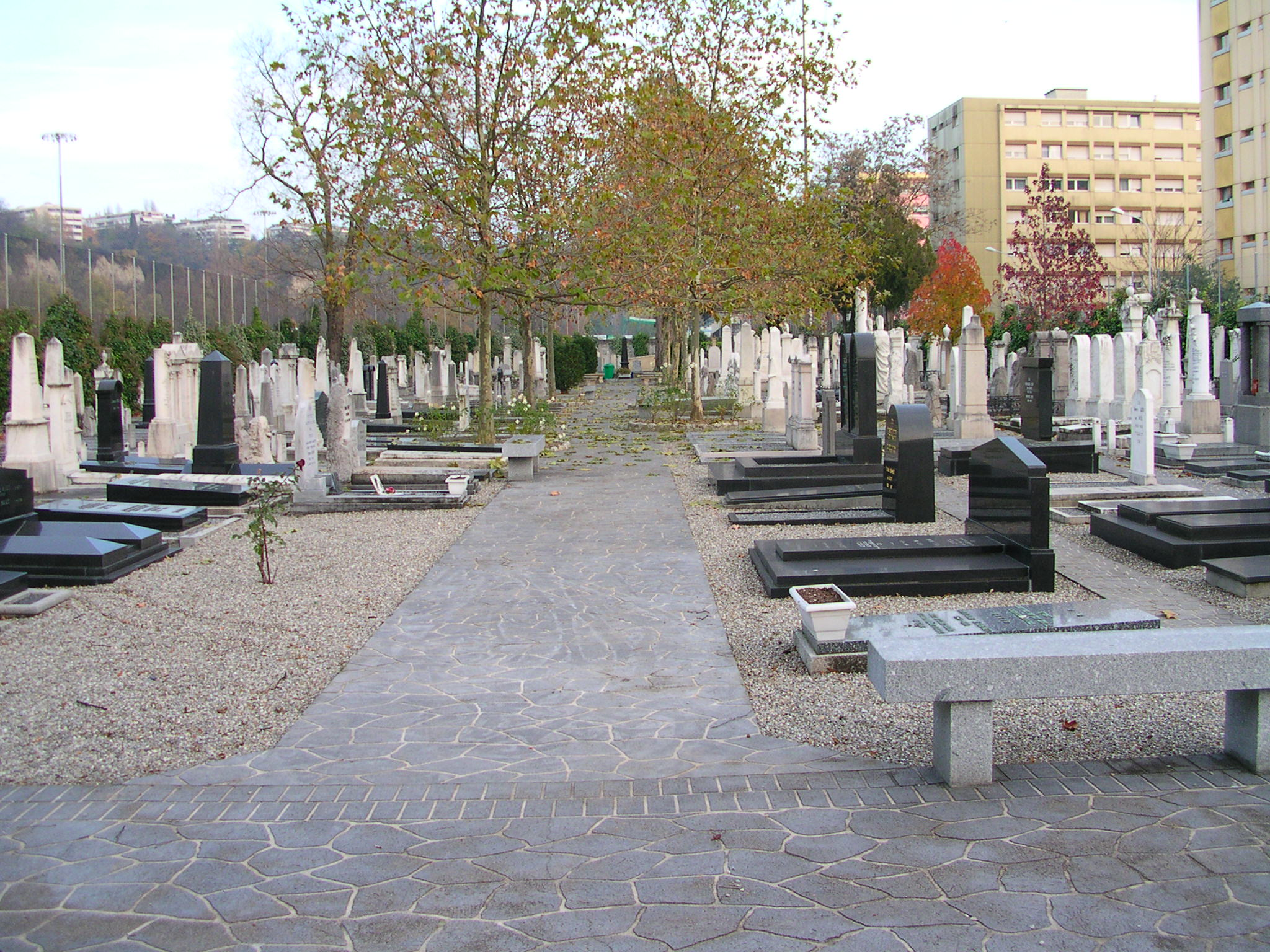
Jüdischer Friedhof Carouge

Der Jüdische Friedhof Carouge (fr. Cimetière juif de Carouge) ist ein jüdischer Friedhof in Carouge (GE), einer politischen Gemeinde des Kantons Genf in der Schweiz. Auf dem Friedhof an der Rue de la Fontenette befinden sich 720 Gräber, die 1996/97 restauriert wurden.

## Geschichte
Die in Genf verstorbenen jüdischen Gemeindemitglieder wurden im 19. Jahrhundert und zunächst bis 1920 auf dem im Jahr 1788 angelegten Friedhof in Carouge beigesetzt. Die erste Beisetzung – eines fünfjährigen Kindes – wurde im August 1788 vorgenommen. In den Jahren 1852 und 1873 wurde der Friedhof vergrößert. Um das Jahr 1920 war er voll belegt. Zuletzt wurde er auch von der in Genf bestehenden jüdischen Gemeinde belegt.
Im Zweiten Weltkrieg wurde er nochmals für Beisetzungen herangezogen. In dem auf der Grenze zwischen Frankreich und Schweiz gelegenen Friedhof in Veyrier waren Beisetzungen zeitweise nicht mehr möglich.